# Asus
ASUSTeK Computer Inc. (кит. 華碩電腦股份有限公司 Huáshuò Diànnǎo Gǔfèn Yǒuxiàn Gōngsī; кратко — ASUS) — тайваньская транснациональная компания, специализирующаяся на компьютерной электронике (как комплектующие, так и готовые продукты).
Название торговой марки Asus происходит от слова Pegasus («Пегас»).

## История
Компания была основана в апреле 1989 года четырьмя инженерами из Acer. В следующем году было заключено соглашение с Intel о разработке материнских плат под новый процессор i486. В 1993 году была разработана плата под процессор Pentium. Благодаря партнёрству с Intel уже в 1995 году ASUSTeK Computer стала крупнейшим в мире производителем материнских плат. В 1996 году ASUSTeK разместила свои акции на Тайваньской фондовой бирже. В 1997 году компания выпустила свой первый ноутбук Asus P6300. В 1999 году началось партнёрство с Nvidia по разработке и производству видеокарт.
В 2002 году была основана дочерняя компания ASRock, ставшая OEM-производителем материнских плат и видеокарт. Осенью 2003 года ASUSTeK начала выпуск сотовых телефонов J100. В декабре 2005 года компания вышла на рынок LCD-телевизоров с моделью TLW32001, доступной только на тайваньском рынке. В 2006 году был запущен геймерский суббренд Republic of Gamers (ROG); под ним выпускаются настольные компьютеры, видеокарты и ноутбуки высокой производительности. В 2007 году была запущена серия нетбуков Eee PC. В январе 2008 года контрактное производство было отделено в две самостоятельные компании: Pegatron (компьютерные платы) и Unihan (другая продукция). В феврале 2009 года был создан альянс Garmin и ASUSTeK для совместной разработки мобильных телефонов, ориентированных на услуги LBS.
В 2011 году началось производство ноутбуков серии Zenbook, одной из особенностей которых был сенсорный экран. В 2012 году был представлен разработанный совместно с Google планшетный компьютер Nexus 7. В 2014 году начался выпуск смартфонов серии ZenFone. 13 мая 2021 года — компания представила два новых флагманских смартфона — базовую модель Zenfone 8 и Zenfone 8 Flip с откидной камерой. В июле 2023 года компания запустила производство видеокарт GeForce RTX 4070 без внешних разъемов питания и кабелей.

## Собственники и руководство
- Председатель совета директоров ASUSTeK Computer с 1993 года — Джонни Ши Чунтан (Jonney Shih, 施崇棠)[12]. Ему принадлежит 4,05 % акций компании[13].
- Генеральный директор ASUSTeK Computer с 2008 по 2018 год — Джерри Шэнь (Jerry Shen)[14].
- С 2019 года у ASUSTeK Computer два генеральных директора — Си Хсу (Sy Hsu) и Самсон Ху (Samson Hu).

## Деятельность

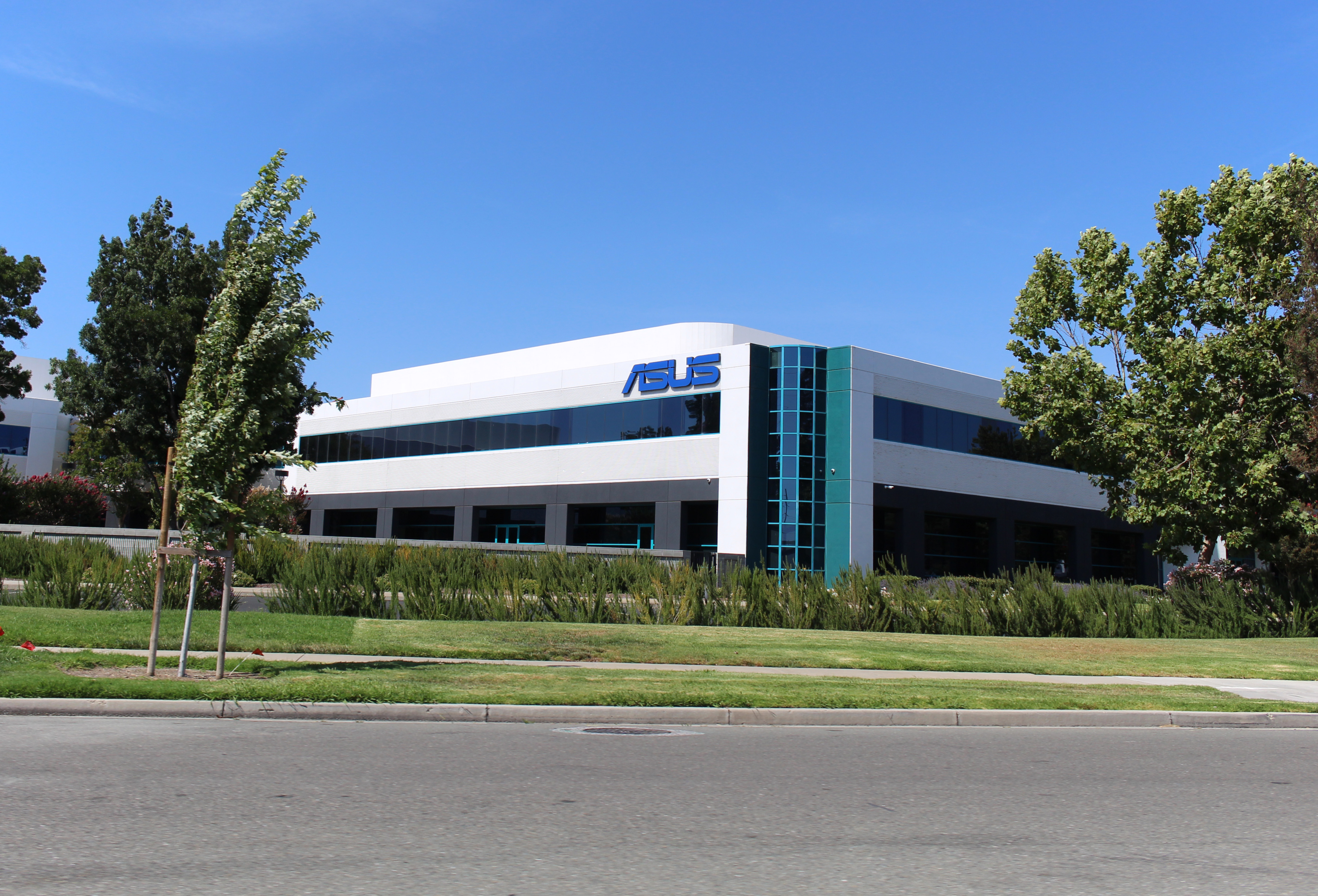
Штаб-квартира филиала ASUS в США (Фримонт, Калифорния)

Выручка компании за 2022 год составила 537,2 млрд новых тайваньских долларов (17,2 млрд долларов США), её распределение по регионам: Азиатско-Тихоокеанский регион — 46 %, Америка — 25 %, Европа — 21 %, Африка — 2 %, Тайвань — 6 %.
С 1989 по 2022 год компанией было выпущено более 600 млн материнских плат, больше чем любым другим производителем. В 2022 году компания занимала первое место в мире по выпуску материнских плат (13,6 млн штук), входила в тройку по выпуску ноутбуков (12 % мирового рынка).
По данным на 2014 год, Asus продавала материнских плат больше, чем любая другая компания, отгрузив покупателям 22 млн штук в 2013 году, обогнав Gigabyte на 1 млн штук.
Согласно исследованиям «Лучшие глобальные бренды Тайваня» 2012—2016 годов, проведенным британским бренд-консалтинговым агентством Interbrand, компания Asus является самым дорогим тайваньским брендом по величине рыночной стоимости.

## Продукция
- Персональные компьютеры, ноутбуки, неттопы, интернет-планшеты;
- Компьютерные компоненты: материнские платы, корпуса, графические карты, звуковые карты, оптические приводы, кулеры, корпусные вентиляторы[18], водяные системы охлаждения;
- Компьютерная периферия: мониторы[19]; внешние накопители и оптические приводы[20]; мыши[21];
- мобильные телефоны, смартфоны;
- маршрутизаторы.

Asus также производит различные компоненты для продуктов других корпораций, включая Sony (PlayStation 2), Apple Inc. до 2010 года (iPod, iPod Shuffle, MacBook), Alienware, Falcon Northwest, Palm, Inc., HP и многие другие производители оборудования используют материнские платы ASUS в своих системах (c 2008 года вся перечисленная продукция изготавливается на производственных мощностях Pegatron Corporation).

### Материнские платы
В наименовании материнских плат Asus использует систему «шифров». Например, в наименовании Asus P5K Deluxe/WiFi-AP первая часть (P5K) указывает на тип сокета (P5 соответствует Socket 775) и используемый чипсет (K означает Intel P35/G33), вторая (Deluxe/WiFi-AP) — означает, что материнская плата относится к серии Deluxe; также имеется указание на дополнительное комплектование платы модулем WiFi. Производитель использует следующие обозначения сегментов в названиях материнских плат:
- Процессор
  - P10 — Intel LGA2066
  - P9 — Intel LGA2011
  - P8 — Intel LGA1155
  - P7 — Intel LGA1156
  - P6 — Intel LGA1366
  - P5 — Intel LGA775
  - P4 — Intel Socket 478
  - P3 — Intel Socket 370 — Slot 1
  - P2 — Intel Socket 370 — Slot 1
  - M7 — AMD TR4
  - M6 — AMD AM4
  - F1 — AMD FM1
  - M5 — AMD AM3+
  - M4 — AMD AM2/AM2+/AM3[22]
  - M3 — AMD AM2+/AM2
  - M2 — AMD AM2
- Чипсет
  - В последующих моделях материнских плат вместо буквы указана модель чипсета
  - T Intel X58
  - E Intel X48/X38/G35/Q35
  - Q Intel P45/G45/Q45
  - QL Intel P43/G43
  - QPL Intel P41/G41
  - K Intel P35/G33
  - KPL Intel G31
  - N Nvidia
  - S SIS
  - V VIA
  - Axx AMD
- Special Feature
  - T DDR3 (только на платформе AMD)
  - C DDR3+DDR2
- Графика
  - -EM — интегрированное решение, высокий класс
  - -VM — интегрированное решение, оптимальный уровень
  - -CM — интегрированное решение, средний уровень
  - -AM — интегрированное решение, начальный уровень
- Серии
  - Premium (Premium Series) — серия премиум, отличается расширенными комплектацией и возможностями
  - Deluxe (Deluxe Series) — серия делюкс, отличается ещё более расширенными комплектацией и возможностями
  - -E (Enhanced Series) — расширенная серия, отличается немного расширенной комплектацией в сравнении с обычной
  - PRO (Professional Series) — профессиональная серия, отличается расширенной комплектацией и качеством компонентов
  - (non) (Standard) — без суффикса, стандартная комплектация, стандартные возможности
  - SE (Second Edition Series) — второе издание
  - SE2 (Second Edition2 Series) — следующее за вторым издание
  - DO Digitale Office серия
  - DH Digital Home серия
  - WS (Workstation) рабочая станция
  - Sabertooth — серия, отличающаяся наивысшей надежностью компонентов, «серверная» серия.
  - ROG (Republic of Gamers) — игровая серия, отличающаяся максимальной производительностью компонентов (компьютерный Hi-End)[1]
- Дополнительная комплектация
  - /WiFi-AP WiFi-b/g/n — точка доступа

### Republic of Gamers
В 2006 году, специально для геймеров, ASUS основывает высокопроизводительный суббренд «Republic of Gamers», включающий премиальные материнские платы, видеокарты, звуковые карты, мониторы, ноутбуки, десктопы и периферию (клавиатуры, мыши и наушники).

### В России
14 марта 2022 года, на фоне военных действий на Украине, представители министерства экономики Тайваня сообщили о разработке ASUS плана по эвакуации своих сотрудников и бизнеса из России, что было воспринято как уход компании с российского рынка. В этот же день ASUS уточнила что речь идет об остановке поставок своих компьютеров в Россию, при этом компания не подтвердила свой уход из России. Вследствие этого, в июле 2022 года, ASUS стал терять позиции на российском рынке ноутбуков, в то время как китайские компании (Honor и Huawei) укрепляться. В ноябре-декабре 2022 года в России возобновились поставки ноутбуков ASUS.